# Rudolf Nurejev
Rudolf Khametovič Nurejev (rusko Рудольф Хаметович Нуреев, izgovorjava [rʊˈdolʲf xɐˈmʲetəvʲɪtɕ nʊˈrʲejɪf]; tatarsko Rudolf Xämit ulı Nuriev; baškirsko Рудольф Хәмит улы Нуриев) (17. marec 1938 - 6. januar 1993) je bil baletni plesalec in koreograf, rojen v Sovjetski zvezi. Nekateri menijo, da je bil Nurejev največji baletni plesalec svoje generacije.
Nurejev se je rodil na transsibirskem vlaku blizu Irkutska v Sibiriji v Sovjetski zvezi v tatarski družini. Svojo zgodnjo kariero je začel v skupini, ki se je v sovjetski dobi imenovala Kirov balet (danes se imenuje po prvotnem imenu Mariinsky Ballet) v Leningradu. Leta 1961 je pobegnil iz Sovjetske zveze na Zahod, kljub prizadevanjem KGB-ja, da bi ga ustavili. To je bil prvi prebeg sovjetskega umetnika med hladno vojno in povzročil je mednarodno senzacijo. Nato je plesal s Kraljevim baletom v Londonu in od leta 1983 do 1989 delal kot direktor baleta Pariške opere. Nurejev je bil tudi koreograf, ki je služil kot glavni koreograf baleta Pariške opere. Ustvaril je lastne interpretacije številnih klasičnih del, vključno z Labodjim jezerom, Giselle in La Bayadère.

## Zgodnje življenje
Nurejeva ded, Nurahmet Fazlievič Fazlijev, in njegov oče, Khamit Fazleevič Nurejev (1903–1985), sta bila iz Asanova v Šaripovski volosti okrožja Ufa gubernije Ufa (zdaj okrožje Ufa v Republiki Baškortostan). Njegova mati, Farida Agliullovna Nureyeva (Agliullova) (1907–1987), je bila rojena v vasi Tatarskoje Tjugulbaevo, Kuznečikhinski volost, Kazan gubernija (zdaj okrožje Alkejevski v Republiki Tatarstan).
Nurejev se je rodil na transsibirskem vlaku blizu Irkutska v Sibiriji, medtem ko je njegova mati Farida potovala v Vladivostok, kjer je bil nameščen njegov oče Hamet, politični komisar Rdeče armade. Bil je vzgojen kot edini sin s tremi starejšimi sestrami v tatarski muslimanski družini. V svoji avtobiografiji je Nurejev zapisal o svoji tatarski dediščini: »Moja mati je bila rojena v čudovitem starodavnem mestu Kazan. Smo muslimani. Oče je bil rojen v majhni vasici blizu Ufe, glavnega mesta Republike Baškirije. Tako na obeh strani so naši sorodniki Tatari in Baškirci. Ne morem točno definirati, kaj mi pomeni biti Tatar in ne Rus, a čutim to razliko v sebi. Naša tatarska kri teče nekako hitreje in je vedno pripravljena, da zavre.«

## Kariera

### Izobraževanje na Akademiji Vaganova
Ko je njegova mati vzela Nurejeva in njegove sestre na predstavo baleta Pesem žerjavov, se je zaljubil v ples. Kot otroka so ga spodbujali k plesu v baškirskih ljudskih predstavah in njegovo prezgodnjo zrelost so kmalu opazili učitelji, ki so ga spodbudili k usposabljanju v Leningradu (zdaj Sankt Peterburg). Na turneji v Moskvi z lokalno baletno skupino je Nurejev opravil avdicijo za baletno skupino Bolšoj in bil sprejet. Vendar je menil, da je baletna šola Mariinsky najboljša, zato je zapustil lokalno gostujočo skupino in kupil vozovnico za Leningrad.
Zaradi motenj v sovjetskem kulturnem življenju, ki jih je povzročila druga svetovna vojna, se Nurejev ni mogel vpisati v večjo baletno šolo do leta 1955, ko je bil star 17 let, ko ga je sprejela Akademija ruskega baleta Vaganova v Leningradu, pridružena šola Mariinskega Baleta. Baletni mojster Aleksander Ivanovič Puškin se je zanj poklicno zanimal in Nurejevu dovolil živeti z njim in njegovo ženo.

### Vodja baleta Kirov
Po diplomi leta 1958 se je Nurejev pridružil baletu Kirov (zdaj Mariinsky). Takoj je napredoval nad nivojem zbora in že od samega začetka je dobil solistične vloge kot glavni plesalec. Nurejev je redno sodeloval z Natalio Dudinskaya, višjo balerino podjetja in ženo njegovega direktorja Konstantina Sergejeva. Dudinskaya, ki je bila 26 let starejša od njega, ga je najprej izbrala za partnerja v baletu Laurencia.
Kmalu je Nurejev postal eden najbolj znanih plesalcev Sovjetske zveze. Od leta 1958 do 1961, v treh letih pri Kirovu, je odplesal 15 vlog, običajno ob svoji partnerki Ninel Kurgapkini, s katero sta se zelo dobro ujemala, čeprav je bila skoraj desetletje starejša od njega. Nurejev in Kurgapkina sta bila povabljena, da zaplešeta na srečanju v Hruščovovi dači, leta 1959 pa jima je bilo dovoljeno potovati izven Sovjetske zveze in plesati na Dunaju na Mednarodnem festivalu mladih. Kmalu zatem so mu z Ministrstva za kulturo sporočili, da ne bo več smel v tujino. V enem nepozabnem incidentu je Nurejev za 40 minut prekinil predstavo Don Kihota in vztrajal pri plesu v hlačnih nogavicah in ne v običajnih hlačah. Na koncu je popustil, toda njegov najljubši kodeks oblačenja je bil sprejet v kasnejših predstavah.

### Prebeg na pariškem letališču
Do poznih 1950-ih je Nurejev postal senzacija v Sovjetski zvezi in čeprav zaradi uporniškega značaja in nekonformistične drže ni bil verjeten kandidat za turnejo z baletom Kirov, je postalo vse bolj nujno, da se je pridružil turneji, ki jo je sovjetska vlada štela za ključno za svoje ambicije, da bi dokazala svojo "kulturno nadvlado" nad Zahodom.
Poleg tega so naraščale napetosti med Nurejevom in Kirovovim umetniškim direktorjem Konstantinom Sergejevom, ki je bil tudi mož Nurejeve nekdanje plesne partnerice Natalije Dudinske. Potem ko je predstavnik francoskih organizatorjev turneje leta 1960 videl Nurejeva plesati v Leningradu, so francoski organizatorji pozvali sovjetske oblasti, naj mu dovolijo plesati v Parizu in dovolili so mu oditi.
V Parizu so njegovi nastopi naelektrili občinstvo in kritike. Oliver Merlin je v Le Mondu zapisal,

Nikoli ne bom pozabil njegovega prihoda, ko je tekel čez zadnji del odra, in njegovega mačjega načina držanja nasproti rampe. Čez ultramarin kostum je nosil bel pas, imel je velike divje oči in votla lica pod turbanom, posutim s perjem, izbočena stegna in brezhibne hlačne nogavice. To je bil že Nijinski v Firebirdu.
Videli so, da je Nurejev kršil pravila o druženju s tujci in naj bi obiskoval gejevske bare v Parizu, kar je vznemirilo vodstvo Kirova in agente KGB, ki so ga opazovali. KGB ga je hotel poslati nazaj v Sovjetsko zvezo. 16. junija 1961, ko se je družba Kirov zbrala na letališču Le Bourget v Parizu, da bi poletela v London, je Sergejev Nurejeva odpeljal na stran in mu rekel, da se mora vrniti v Moskvo na poseben nastop v Kremlju, namesto da bi šel z ostalimi v London. Nurejev je postal sumničav in je zavrnil.
Nato so mu povedali, da je njegova mati hudo zbolela in da mora takoj domov, da jo vidi. Nurejev je ponovno zavrnil, saj je verjel, da bo po vrnitvi v ZSSR verjetno zaprt. S pomočjo francoske policije in pariške družbene prijateljice Clare Saint, ki je bila zaročena z Vincentom Malrauxom, sinom francoskega ministra za kulturo Andréja Malrauxa, je Nurejev pobegnil svojim skrbnikom KGB in zaprosil za azil. Sergejev in KGB sta ga poskušala odvrniti, vendar se je odločil ostati v Parizu.
V enem tednu je podpisal pogodbo z Grand Ballet du Marquis de Cuevas in izvedel Trnuljčico z Nino Vyroubovo.
Na turneji po Danskem je srečal Erika Bruhna, solista danskega kraljevega baleta. Bruhn je postal njegov ljubimec, najbližji prijatelj in zaščitnik do Bruhnove smrti leta 1986. Oba z Bruhnom sta decembra 1962 nastopila kot gostujoča plesalca z novoustanovljenim avstralskim baletom v Her Majesty's Theatre v Sydneyju.
Sovjetske oblasti so prisilile Nurejevega očeta, mamo in plesnega učitelja Puškina, da so mu pisali pisma, v katerih so ga pozvali, naj se vrne, vendar brez učinka. Čeprav je dolga leta prosil sovjetsko vlado, naj mu dovoli obisk svoje matere, mu to ni bilo dovoljeno do leta 1987, ko je njegova mati umirala in je Mihail Gorbačov privolil v obisk.
Leta 1989 je bil povabljen, da zapleše vlogo Jamesa v La Sylphide z Mariinsky Ballet v Mariinsky Theatre v Leningradu. Obisk mu je dal priložnost videti veliko učiteljev in kolegov, ki jih ni videl vse od njegovega odhoda.

### Kraljevi balet

#### Glavna plesalka
Dama Ninette de Valois mu je ponudila pogodbo, da se pridruži Kraljevemu baletu kot glavni plesalec. Med njegovim delom v družbi pa so številni kritiki postali besni, saj je Nurejev naredil bistvene spremembe v produkciji Labodjega jezera in Giselle. Nurejev je ostal pri Kraljevem baletu do leta 1970, ko je bil povišan v glavnega gostujočega umetnika, kar mu je omogočilo, da se je lahko osredotočil na vse večji urnik mednarodnih gostovanj in turnej. Še naprej je redno nastopal s Kraljevim baletom, dokler se v 1980-ih ni posvetil baletu Pariške opere.

#### Fonteyn in Nurejev
Nurejev se je prvič pojavil s primabalerino Margot Fonteyn v baletni matineji, ki jo je organiziral Kraljevi balet: Giselle 21. februarja 1962. Dogodek je potekal v pomoč Kraljevi akademiji za ples, organizaciji za poučevanje klasičnega baleta, katere predsednica je bila. Plesal je Poème Tragique, solo v koreografiji Fredericka Ashtona, in pas de deux Črnega laboda iz Labodjega jezera. Bila sta tako dobro sprejeta, da sta Fonteyn in Nurejev sklenila partnerstvo, ki je trajalo več let. Leta 1965 so za podjetje premierno uprizorili Romea in Julijo. Oboževalci dua bi raztrgali svoje programe, da bi naredili konfete, ki bi jih metali v plesalce. Nurejev in Fonteyn sta včasih opravila več kot 20 klicev. Film o tej predstavi je bil posnet leta 1966 in je na voljo na DVD-ju.
11. julija 1967 sta bila Fonteyn in Nurejev po nastopu v San Franciscu aretirana na bližnjih strehah, saj sta pobegnila med policijsko racijo v hiši v okrožju Haight-Ashbury. Rešena sta bila, obtožbe motenja miru in obiska kraja, kjer se je uporabljala marihuana, pa so bile pozneje istega dne opuščene zaradi pomanjkanja zadostnih dokazov.

### Drugi mednarodni nastopi
Med številnimi nastopi v Severni Ameriki je Nurejev razvil dolgotrajno povezavo s Kanadskim nacionalnim baletom, kjer je ob številnih priložnostih nastopil kot gostujoči umetnik. Leta 1972 je za družbo postavil spektakularno novo produkcijo Trnuljčice s svojo dodatno koreografijo, ki je dopolnila koreografijo Petipaja. Produkcija je po začetnem predvajanju v Torontu gostovala po ZDA in Kanadi, ena izvedba pa je bila predvajana v živo po televiziji in nato izdana na videu.
Med balerinami Nacionalnega baleta je Nurejev najpogosteje sodeloval z Veronico Tennant in Karen Kain. Leta 1975 je Nurejev obširno sodeloval z Ameriškim baletnim gledališčem, ko je oživil Le Corsaire z Gelsey Kirkland. S Cynthio Gregory je poustvaril Trnuljčico, Labodje jezero in Ramondo. Gregory in Brun sta se pridružila Nurejevu v pas des trois iz malo znanega baleta Augusta Bournonvilla La Ventana.

### Direktor baleta Pariške opere
Januarja 1982 je Avstrija Nurejevu podelila državljanstvo, s čimer se je končala več kot dvajsetletna apatridnost. Leta 1983 je bil imenovan za direktorja baleta Pariške opere, kjer je poleg režije nadaljeval s plesom in promocijo mlajših plesalcev. Tam je ostal kot plesalec in glavni koreograf do leta 1989. Med plesalci, ki jim je bil mentor, so bili Sylvie Guillem, Isabelle Guérin, Manuel Legris, Elisabeth Maurin, Élisabeth Platel, Charles Jude in Monique Loudières.
Njegovo umetniško vodenje baleta Pariške opere je bilo zelo uspešno in je skupino dvignilo iz temnega obdobja. Njegova Trnuljčica ostaja na repertoarju in je bila oživljena ter posneta z njegovim varovancem Manuelom Legrisom v glavni vlogi.
Kljub napredujoči bolezni proti koncu svojega mandata je neutrudno delal, postavljal nove različice starih standbyjev in naročil nekatera najbolj revolucionarna koreografska dela svojega časa. Njegov Romeo in Julija je bil popularen uspeh. Ko je bil proti koncu življenja bolan, je delal na končni produkciji La Bayadère, ki natančno sledi različici baleta Mariinsky, ki jo je plesal kot mladenič.

### Zadnja leta
Ko se je aids okoli leta 1982 pojavil v francoskih novicah, Nurejev ni bil pozoren nanj. Plesalec je bil leta 1984 pozitiven na HIV, a je več let preprosto zanikal, da je z njegovim zdravjem karkoli narobe. Vendar pa so do poznih 1980-ih njegove zmanjšane sposobnosti razočarale njegove oboževalce, ki so imeli lepe spomine na njegovo izjemno hrabrost in spretnosti. Nurejev je začel opazno upadati šele poleti 1991 in vstopil v zadnjo fazo bolezni spomladi 1992.
Marca 1992, ko je živel z napredovalim aidsom, je obiskal Kazan in se kot dirigent pojavil pred občinstvom v Musa Cälil Tatar Academic Opera and Ballet Theatre, ki zdaj predstavlja Festival Rudolfa Nurejeva v Tatarstanu. Po vrnitvi v Pariz so ga z visoko vročino sprejeli v bolnišnico Notre Dame du Perpétuel Secours v Levallois-Perretu, predmestju severozahodno od Pariza, kjer so ga operirali zaradi perikarditisa, vnetja membranske vrečke okoli srca. Takrat ga je za boj proti bolezni navdihovalo upanje, da bo lahko izpolnil povabilo za dirigiranje Romea in Julije Prokofjeva na dobrodelni prireditvi Ameriškega baletnega gledališča 6. maja 1992 v Metropolitanski operni hiši v New Yorku. To je storil in bil ob sprejemu navdušen.
Julija 1992 je Nurejev ponovno pokazal znake perikarditisa, vendar je bil odločen, da se bo odrekel nadaljnjemu zdravljenju. Njegov zadnji javni nastop je bil 8. oktobra 1992 na premieri nove produkcije La Bayadère v Palais Garnier, ki jo je koreografiral po Mariusu Petipaju za balet Pariške opere. Nurejev je leta 1989 v Rusiji uspel pridobiti fotokopijo originalne partiture Ludwiga Minkusa. Balet je bil osebno zmagoslavje, čeprav je bila resnost njegovega stanja očitna. Francoski minister za kulturo Jack Lang mu je tisti večer na odru podelil najvišje francosko kulturno priznanje Commandeur de l'Ordre des Arts et des Lettres.

## Smrt
Nurejev je 20. novembra 1992 ponovno vstopil v bolnišnico Notre Dame du Perpétuel Secours v Levallois-Perretu in tam ostal do svoje smrti zaradi zapletov zaradi aidsa 6. januarja 1993, star 54 let. Njegov pogreb je bil v marmornem preddverju pariške operne hiše Garnier. Mnogi so se poklonili njegovemu sijaju kot plesalcu. Eden takih poklonov je prišel od Olega Vinogradova iz baleta Mariinsky, ki je izjavil: »Kar je Nurejev naredil na zahodu, nikoli ne bi mogel narediti tukaj«.
Na grobu Nurejeva na ruskem pokopališču v Sainte-Geneviève-des-Bois blizu Pariza je grobnica, pokrita z mozaikom iz orientalske preproge čilim. Nurejev je bil navdušen zbiratelj čudovitih preprog in starinskega tekstila. Ko so njegovo krsto spustili v zemljo, so predvajali glasbo iz zadnjega dejanja Giselle in njegove baletne čevlje so vrgli v grob skupaj z belimi lilijami.

### Pokloni
Po toliko letih, ko mu je bilo odrečeno mesto v zgodovini baleta Mariinsky, je bil ugled Nurejeva obnovljen. Njegovo ime se je znova vpisalo v zgodovino Mariinskega, čeprav je tam plesal le tri leta. Nekatere njegove osebne predmete so postavili na ogled v gledališkem muzeju v današnjem Sankt Peterburgu. V njegovo čast so na znameniti akademiji Vaganova poimenovali prostor za vaje. Od oktobra 2013 ima Center National du Costume de Scène stalno zbirko kostumov Nurejeva, ki ponuja obiskovalcem občutek njegove razposajene, potepuške osebnosti in strasti do vsega redkega in lepega. Leta 2015 je bil sprejet v Legacy Walk.
Od njegove smrti leta 1993 je Pariška opera uvedla tradicijo, da vsakih 10 let pripravi večer plesnega poklona Nurejevu. Ker je bil rojen marca, so bile te predstave doslej izvedene 20. marca 2003, 6. marca 2013 in 18. marca 2023. Vrstniki Nurejeva, ki govorijo o njem in se ga spominjajo, kot je Mihail Barišnikov, so pogosto globoko ganjeni.
7. novembra 2018 so na trgu blizu Tatarskega akademskega opernega in baletnega gledališča Musa Cälil v Kazanu odkrili spomenik v čast Nurejevu. Spomenik je zasnoval Zurab Tsereteli, njegovega odkritja pa so se udeležili predsednik Tatarstana Rustam Minnikhanov, državni svetovalec Republike Tatarstan Mintimer Šaimiev in župan mesta Kazan Ilsur Metšin. V govoru ob odkritju je Minnikhanov izjavil: »Mislim, da je Rudolf Nurejev mednarodna vrednota, ne samo za republiko. Takšni ljudje se rodijo enkrat na sto let.«

## Zapuščina

### Kot vpliv
Nurejev je bil predvsem ljubitelj klasične tehnike in z obvladovanjem le-te je bil vzor celi generaciji plesalcev. Če se je standard moškega plesa na Zahodu po 1960-ih tako vidno dvignil, je bil to predvsem zaradi navdiha Nurejeva.
Vpliv Nurejeva na svet baleta je spremenil dojemanje moških plesalcev; v njegovih lastnih produkcijah klasike so bile moške vloge deležne veliko več koreografije. Drug pomemben vpliv je bilo njegovo prestopanje meja med klasičnim baletom in modernim plesom z izvajanjem obeh. Danes je običajno, da se plesalci izobražujejo v obeh stilih, vendar je bil Nurejev začetnik in je blestel v sodobnem in klasičnem plesu. Potrudil se je, da je sodeloval z veliko modernega plesa, Martho Graham, in ona je ustvarila delo posebej zanj. Medtem ko je Gene Kelly naredil veliko za združevanje modernih in klasičnih stilov v filmu, je prihajal iz okolja »popularnega plesa«, ki je bil bolj pod vplivom sodobnega plesa, medtem ko je Nurejev močno napredoval pri sprejemanju sodobnega plesa v sferi »klasičnega baleta«.
Nurejeva karizma, predanost in radodarnost so bile tolikšne, da ni le prenašal svojega znanja. Za plesalca je poosebljal življenjsko šolo. Več plesalcev, ki so bili glavni v baletu pariške opere pod njegovim vodstvom, so sami postali baletni režiserji, ki so bili navdihnjeni, da nadaljujejo delo in ideje Nurejeva. Manuel Legris je bil direktor dunajskega državnega baleta in zdaj vodi balet gledališča La Scala, Laurent Hilaire je bil baletni direktor moskovskega gledališča Stanislavski in je zdaj direktor bavarskega državnega baleta v Münchnu, Charles Jude pa je bil baletni direktor Grand Théâtre de Bordeaux.
Mihail Barišnikov, drugi veliki plesalec, ki je tako kot Nurejev prebegnil na Zahod, zelo ceni Nurejeva. Barišnikov je v intervjuju dejal, da je bil Nurejev nenavaden človek v vseh pogledih, instinktivnost, inteligenca, nenehna radovednost in izredna disciplina, kar je bil njegov življenjski cilj in seveda ljubezen do nastopanja.

### Tehnika in prizadevanje za popolnost
Nurejev je z baletom začel pozno in je moral za uspeh izpopolniti svojo tehniko. John Tooley je zapisal, da je Nurejev odraščal zelo revno in je moral nadoknaditi tri do pet let baletnega izobraževanja na visoki baletni šoli, kar mu je dalo odločilen zagon, da je pridobil maksimum tehničnih veščin in postal najboljši plesalec, ki dela na popolnosti skozi celotno kariero. Izziv za vse plesalce, s katerimi je delal Nurejev, je bil slediti zgledu in deliti njegovo popolno predanost plesu. Zagovorniki natančnega opisa fenomena Nurejeva so John Tooley, nekdanji generalni direktor Kraljeve opere v Londonu, Pierre Bergé, nekdanji predsednik Opére Bastille, prizorišča baleta Pariške opere (poleg Palais Garnier) in Manuel Legris, direktor plesalka baleta Pariške opere, ki jo je nominiral Nurejev v New Yorku.
Nurejev je to rekel takole: »Plesa se lotevam z drugega zornega kota kot tisti, ki začnejo plesati pri osmih ali devetih. Tisti, ki so se učili od začetka, nikoli ne dvomijo o ničemer.« Nurejev je vstopil na baletno akademijo Vaganova pri komaj 17 letih, tam ostal le tri leta v primerjavi s plesalci, ki običajno postanejo glavni plesalci po vstopu v šolo Vaganova pri devetih letih in opravijo vseh devet let plesnega izobraževanja. Nurejev je bil sodobnik Vladimirja Vasiljeva, ki je bil premierni plesalec v Bolšoj. Kasneje je bil Nurejev predhodnik Mihaila Barišnikova v baletu Kirov, zdaj Mariinsky Theatre. V nasprotju z Vasiljevom in Barišnikovom Nurejev svojega ugleda ni zgradil na uspehih na mednarodnih baletnih tekmovanjih, temveč s svojimi nastopi in popularno podobo.
Paradoksalno je, da sta tako Nurejev kot Mihail Barišnikov postala mojstra popolnosti v plesu. Ples in življenje sta bila eno in isto, je o Nurejevu dejal Pierre Bergé: »Bil je plesalec kot vsak drug plesalec. Izjemno je imeti 19 točk od 20. Zelo redko je imeti 20 od 20. imeti 21 od 20 je še veliko redkejši. In to je bila situacija z Nurejevom.« Legris je rekel: »Rudolf Nurejev je bil hitri vlak (bil je TGV).« Delo z Nurejevom je vključevalo preseči samega sebe in »stopiti na to«.